# Jesse Corti
Pour les articles homonymes, voir Corti.
Jesse Corti est un acteur américain d'origine vénézuélienne né le 3 juillet 1955.

## Filmographie

### Cinéma
- 1987 : Heart : l'entraîneur d'Herman
- 1989 : High Stakes : Super
- 1990 : Revenge : Madero
- 1991 : La Belle et la Bête : Lefou
- 1993 : Roosters : voix additionnelles
- 1994 : A Brilliant Disguise : Maître D
- 1995 : In the Kingdom of the Blind, the Man with One Eye Is King : l'homme sur la croix
- 1996 : Charlie 2 : Charlie Barkin (chants)
- 1996 : The Undercover Kid : Raven
- 1997 : Charmante Promotion : Armand Kristopoulos
- 2000 : Love and Basketball : Coach Parra
- 2000 : 60 secondes chrono : le policier au café
- 2003 : Bronx à Bel Air : l'agent du FBI italien
- 2003 : Hulk : le Colonel
- 2005 : Choker : l'interviewer et M. Carter
- 2006 : The Visitation (en) : le prêtre catholique
- 2006 : All In : Jesus
- 2007 : The Prince and the Pauper
- 2008 : Stiletto : Hector Molinas
- 2008 : Mia et le Migou : Pedro et Wilford
- 2013 : La Reine des neiges : le dignitaire espagnol
- 2015 : Night of the Living Dead: Darkest Dawn : le journaliste
- 2016 : Zootopie : M. Manchas
- 2016 : Quackerz : Kianga

### Télévision
- 1968 : On ne vit qu'une fois : Julio
- 1987 : Aline et Cathy : Charles (1 épisode)
- 1990-1993 : New York, police judiciaire : Alex Nunez et Angel Suarez (2 épisodes)
- 1992 : La Petite Sirène (1 épisode)
- 1993 : Tom et Jerry Kids (1 épisode)
- 1993 : Bonkers : March Hare (3 épisodes)
- 1996 : Drôles de monstres : Stan (1 épisode)
- 1997 : Walker, Texas Ranger : le dealer de drogue (1 épisode)
- 1997 : Les Razmoket  : Serenader, Reptar et Knight (2 épisodes)
- 1997 : Nom de code : TKR : Maddox (1 épisode)
- 1998 : La Famille Delajungle : des crocodiles (1 épisode)
- 1998 : Men in Black (1 épisode)
- 1999 : Les Castors allumés : El Supermuerto et le capitaine de police (1 épisode)
- 2000 : JAG : Sergent Manny O'Bregon (1 épisode)
- 2000 : Incorrigible Cory : un homme (1 épisode)
- 2000 : À la Maison-Blanche : Dave Stewart (1 épisode)
- 2001 : Godzilla, la série : Paul Dimanche (1 épisode)
- 2001 : Vil Con Carne : Boskov
- 2002 : 24 heures chrono : Charles McLemore (1 épisode)
- 2002 : Amy : Lieutenant Daniels (1 épisode)
- 2002 : Les Experts : Miami : le doyen (1 épisode)
- 2002 : Providence : Lieutenant Morris (1 épisode)
- 2003 : Los Angeles : Division homicide : Agent Fonseca (1 épisode)
- 2004 : Preuve à l'appui : Détective Al Morris (1 épisode)
- 2004 : Razbitume ! : le juge (1 épisode)
- 2005 : Batman : Chef Angel Rojas (6 épisodes)
- 2006 : Desperate Housewives : le travailleur social (1 épisode)
- 2006 : Shark : Jim Ellis (1 épisode)
- 2007 : Heroes : Capitaine Knox (1 épisode)
- 2007 : The Shield : Galindo (1 épisode)
- 2007-2012 : Manny et ses outils : Ticks, Renaldo et Francisco (3 épisodes)
- 2011 : Los Angeles, police judiciaire : Victor Aguilar (1 épisode)
- 2012-2014 : NFL Rush Zone : Drop Kick (29 épisodes)

### Jeu vidéo
- 1997 : Disney's Animated Storybook: Hercules
- 2004 : Metal Gear Solid 3: Snake Eater : le commandant
- 2005 : Resident Evil 4 : Bitores Mendez
- 2005 : SOCOM: U.S. Navy SEALs - Fireteam Bravo : voix additionnelles
- 2006 : Syphon Filter: Dark Mirror
- 2006 : Just Cause : Caramona
- 2006 : Metal Gear Solid: Portable Ops : DCI
- 2007 : The Shield : Galindo
- 2007 : Uncharted: Drake's Fortune : des mercenaires
- 2007 : Lost Odyssey : Gongora
- 2010 : Metal Gear Solid: Peace Walker : des soldats
- 2010 : Lost Planet 2 : des vagabonds
- 2011 : Call of Juarez: The Cartel : Alvarez
- 2011 : Uncharted 3 : L'Illusion de Drake : les citoyens colombiens
- 2013 : BioShock Infinite : voix additionnelles
- 2013 : Call of Juarez: Gunslinger
- 2013 : Final Fantasy XIII : voix additionnelles
- 2019 : Death Stranding : Deadman (voix)